# There's No Place Like America Today
Albums de Curtis Mayfield
Let's Do It Again (en)
(1975) Sparkle
(1976)
There's No Place Like America Today est un album de Curtis Mayfield sorti en 1975.

## L'album
Sans doute un des commentaires les plus sombres sur la situation des Noirs aux États-Unis, la pochette est une recréation d'une photographie de Margaret Bourke-White (datant de 1937) montrant des Afro-américains faisant la queue sous les sourires d'une famille blanche représentée en affiche. 
L'album connaît le succès chez la population noire américaine mais est boudé par le public blanc à sa sortie.
Il fait partie des 1001 albums qu'il faut avoir écoutés dans sa vie.

### Titres
- 1. Billy Jack (6:10)
- 2. When Seasons Change (5:28)
- 3. So in Love (5:15)
- 4. Jesus (6:13)
- 5. Blue Monday People (4:50)
- 6. Hard Times (3:45)
- 7. Love to the People (4:07)

### Musiciens
- Curtis Mayfield - guitare, voix
- Gary Thompson, Phil Upchurch - guitare
- Joseph "Lucky" Scott - basse
- Quinton Joseph - batterie
- Henry Gibson - percussion
- Rich Tufo - arrangements